# سرشط
سرشط، روستایی از توابع بخش اندیکا شهرستان مسجدسلیمان در استان خوزستان ایران است.

## جمعیت
این روستا در دهستان چلو قرار دارد و براساس سرشماری مرکز آمار ایران در سال ۱۳۸۵، جمعیت آن ۲۵۲ نفر (۳۶خانوار) بوده‌است.

## مردم
مردم روستای سرشط از قوم لر و ایل  بختیاری و طایفه منجزی و تیره لملمی هستند ک چندین سده است در این روستا زندگی میکنند و پیشه انها کشاورزی و دامپروری میباشد

## جغرافیا
روستای سرشط مرکز یک دهستان میباشد که از چندین روستا تشکیل شده است و   از زمینهای نسبتا همواری تشکیل شده است و دارای چندین چشمه آب شیرین میباشد و محوطه روستا در کنار یکی از این چشمه ها ب نام چشمه باغ بنا شده و معماری روستا ب شکل پلکانی میباشد و کاملا بافت تاریخی خود را حفظ کرده است ب دلیل عدم وجود راه دسترسی مناسب مردم روستا در زمستان شرایط سختی دارند